# Dur-Szarrukin

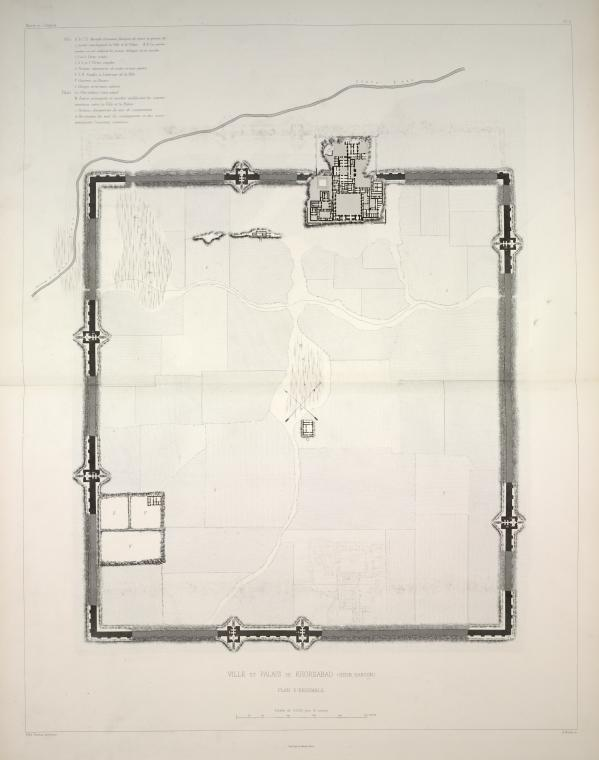
Plan miasta Dur-Szarrukin wykonany przez francuskiego archeologa Victora Place’a, który prowadził prace wykopaliskowe w Chorsabad w latach 1852–1855

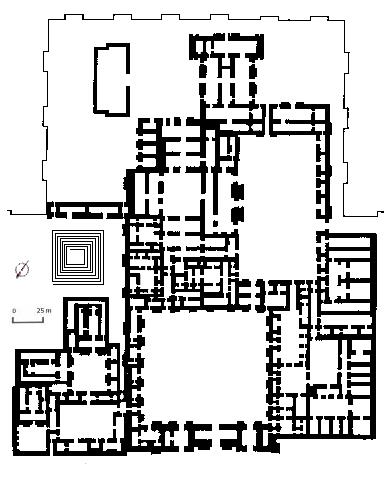
Plan kompleksu pałacowo-świątynnego w Dur-Szarrukin.

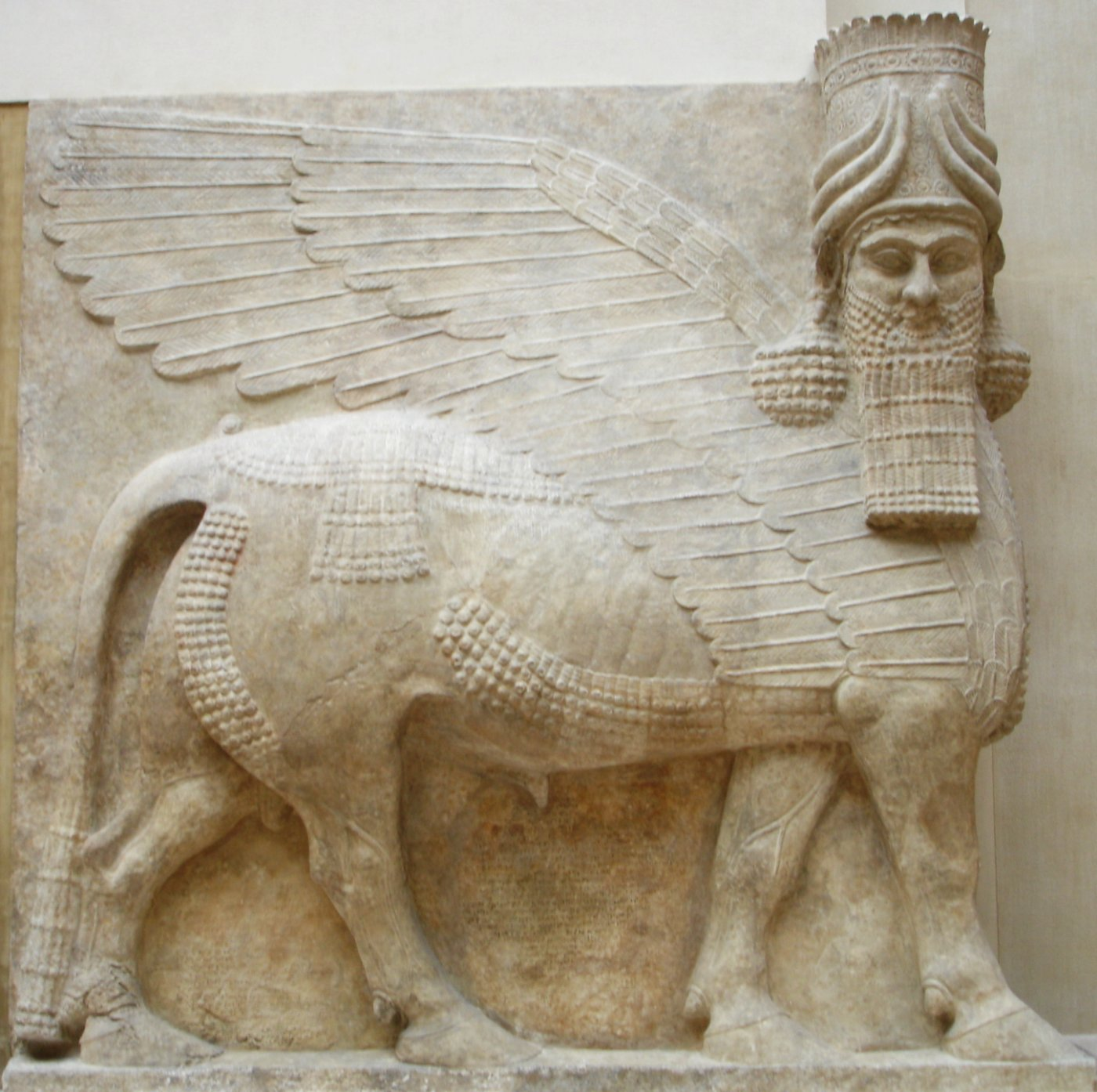
Lamassu stojący przy wejściu do pałacu Sargona w Dur-Szarrukin – obecnie w muzeum w Luwrze

Dur-Szarrukin (akad. Dūr-Šarrukīn, tłum. „Twierdza Sargona”) – starożytne miasto, będące stolicą państwa asyryjskiego w czasie panowania Sargona II (722–705 p.n.e.), który je zbudował od podstaw w latach 717–707 p.n.e. Położone było ok. 20 km na północ od Niniwy. Po śmierci Sargona miasto podupadło i straciło na znaczeniu. W roku 1843 Dur-Szarrukin zostało odkryte przez P.-E.Botta, francuskiego konsula w Mosulu, który prowadził tam prace wykopaliskowe do 1852 roku, przywożąc do Paryża liczne zabytki, będące do dziś atrakcją turystyczną w Muzeum w Luwrze. Obecnie stanowisko archeologiczne Chorsabad w północnym Iraku, ok. 15 km na północny wschód od Mosulu.

## Stolica imperium
Dur-Szarrukin powstało na rozkaz ówczesnego władcy Asyrii – Sargona II, który zlecił jego budowę w 717 r. p.n.e., być może z powodu chęci odcięcia się od wpływowych kapłanów i arystokracji z takich miast asyryjskich, jak Aszur i Kalchu. Zapewne nie był to jedyny powód wzniesienia nowej stolicy, mającej od tej chwili swą nazwą głosić chwałę i wielkość asyryjskiego władcy. Budowa miasta trwała ok. 10 lat – w roku 707 p.n.e. Sargon uroczyście się do niego wprowadził razem ze swym otoczeniem. Takie tempo budowy wskazuje na wielką liczbę zatrudnionych przy niej robotników. Byli to licznie ściągani z całego imperium jeńcy wojenni, często wykwalifikowani rzemieślnicy i artyści, którzy mieli miasto zaludniać. By uczynić z nich „dobrych Asyryjczyków” Sargon
posłał rodowitych Asyryjczyków, wykształconych i kompetentnych, ...by nauczyli ich obyczajów i jak służyć bogom i królowi.
Dur-Szarrukin na planie zbliżonym do kwadratu (ok. 1650 × 1750 m) otoczone było potężnym ceglanym podwójnym murem wzmocnionym wieżami. Do miasta prowadziło siedem masywnych bram ze strzegącymi je lamassu. Zarówno mury, jak i bramy miały swoje określone nazwy i poświęcone były konkretnym bogom.
W środku znajdowały się liczne pałace i świątynie, które tworzyły odrębny królewski kompleks – swego rodzaju dzielnicę świątynno-rządową, znajdującą się w północnej, odgrodzonej również potężnym murem z wieżami i masywną bramą, od reszty części miasta. Cały ten kompleks pałacowo-świątynny wkomponowany był w północne mury obronne, wystając nawet poza ich linię, tworząc występ na zewnątrz. W tej tzw. cytadeli lub górnym mieście znajdowały się również pałace wielmożów, a całość rozbudowana była na terasie wzniesionej na sztucznie usypanym wzgórzu, przez co dominowała nad resztą tzw. dolnego miasta. W południowo-zachodniej części miasta znajdowała się cytadela-arsenał, która, podobnie jak górna, również była wkomponowana w linie murów miejskich, aczkolwiek była znacznie mniejsza od tamtej.
W sumie niewiele wiadomo o zabudowaniach i rozplanowaniu dolnego miasta. Zapewne pokryte było regularną siecią ulic i domów mieszkalnych, po których jednak nie ma zbyt wielu śladów. Wydaje się, że ta część miasta nie była ona zbytnio zasiedlona, ani rozbudowana, gdyż śmierć Sargona przerwała dalszy rozwój nowej stolicy. Pozostał tylko czworobok murów, otaczający pustą, niezabudowaną przestrzeń, a uroczyste wprowadzenie się władcy i oficjalne zakończenie budowy dotyczyło tylko górnego miasta – cytadeli.
Dur-Szarrukin, obok innych miast asyryjskich (np. Kalchu) jest przykładem znakomitej znajomości założeń urbanistycznych w starożytnej Asyrii. Miasto zostało z góry starannie zaplanowane i wybudowane z godną podziwu znajomością rzeczy. Nie zapomniano przede wszystkim o walorach militarnych – obok standardowych obwarowań zbudowano szeroką, wybrukowaną drogę – arterię wylotową, służącą wymarszowi na wojnę armii królewskiej.
Następca Sargona II – Sennacheryb, przeniósł stolicę państwa do Niniwy, co spowodowało, że Dur-Szarrukin utraciło na znaczeniu. Jednakże nie można jeszcze mówić o jego całkowitym upadku, gdyż funkcjonowało jeszcze jako stolica prowincji w zasadzie aż do końca istnienia państwa asyryjskiego.

## Prowincja Dur-Szarrukin
Sargon II, zakładając w 717 r. p.n.e. nową stolicę Dur-Szarrukin, utworzył jednocześnie prowincję o tej samej nazwie. Powstała ona najprawdopodobniej z ziem należących wcześniej do prowincji Niniwa, a jeszcze wcześniej, przed I tys. p.n.e., do prowincji Halahhu. Ze źródeł pisanych znamy imiona kilku gubernatorów Dur-Szarrukin, którzy pełnili urząd limmu (eponima). Byli nimi Iddin-ahhe (był eponimem w 693 r. p.n.e.), Szarru-lu-dari (pełni urząd eponima w 664 r. p.n.e.) i Kanunaju (pełni urząd eponima po 648 r. p.n.e., dokładna data nieznana). Prowincja wzmiankowana jest w listach z czasów Sargona II i Asarhaddona, a także w dokumentach administracyjnych z czasów Aszurbanipala.

## Wykopaliska
W 1843 r. francuski konsul w Mosulu, Paul-Émile Botta, rozpoczął wykopaliska na wzgórzu Kujundżyk, czyli na miejscu starożytnej Niniwy. Zniechęcony jednak miernymi efektami pracy, po kilku dniach zrezygnował z tego miejsca i przeniósł się do pobliskiego Chorsabadu. Tam niemal od razu natrafił na ślady budowli starożytnej, czyli na miasto Dur-Szarrukin. Prace kontynuował aż do roku 1852, cały czas odkrywając coraz to nowe zabytki, które wysyłał do Francji. Przekonany, że odkopał już wszystko w tym miejscu, co tylko było można, zakończył prace, nie zdając sobie sprawy, że odkopał zaledwie tylko fragment olbrzymiego pałacu królewskiego. Niemal od razu po Francuzach, prace podjęli Anglicy, dokonując kolejnych odkryć, których efekty zasilały brytyjskie muzeum. W latach 1852–1854 pracami w Dur-Szarrukin kierował Victor Place, który odkrył dalszą część pałacu, ustalono przebieg linii murów obronnych i zlokalizowano siedem bram miasta. Na zabytki wywożone z tychże wykopalisk dokonano napadu w 1855 roku, w wyniku którego większość z nich utracono, gdyż zostały zatopione wraz z dokumentacją.
Następne większe prace wykopaliskowe w stolicy Sargona przeprowadzano w latach 1928–1935 przez Instytut Orientalny w Chicago. Odkryto wówczas kilka pałaców i wielką świątynię boga Nabu, a także cytadeli-arsenału w południowo-zachodniej części miasta.
Świątynię boga Sibitti odkryto przypadkowo w 1957 roku podczas budowy szosy. Archeolodzy iraccy przystąpili do jej odkopania i rekonstrukcji.